# YTN 라디오 뉴스
《YTN 라디오 뉴스》는 YTN라디오에서 평일 오전 11시 30분과 저녁 6시에 방송되는 YTN라디오의 뉴스 프로그램이다.

## 기획의도 / 개요
- 편성표, 아나운서 멘트 모두 YTN NEWS FM 뉴스 또는 YTN NEWS FM 정시 뉴스로 표기하고 있다.
- 특이한 사항이라면 오프닝 리드멘트에서는 '동아일보 제휴'라고 언급하는데 클로징에서는 '한국일보 제휴'라고 언급하고 있다.

## 앵커
- 박귀빈, 최휘, 이우영, 김영민, 양수진, 이태연 아나운서

## 동시 시간대 뉴스 프로그램
- 경인방송 경기뉴스 (경인방송)

| YTN라디오의 평일 프로그램       |                                 |                          |
| 이전                            | YTN라디오 11시 30분 뉴스        | 다음                     |
| 슬기로운 라디오생활             | YTN라디오 11시 30분 뉴스        | 조인섭 변호사의 상담소   |
| 오전 10시 15분 ~ 오전 11시 30분 | 오전 11시 30분 ~ 오전 11시 40분 | 오전 11시 40분 ~ 낮 12시 |
|                                 |                                 |                          |

| YTN라디오의 평일 프로그램   |                          |                             |
| 이전                        | YTN라디오 6시 뉴스       | 다음                        |
| 신율의 뉴스 정면승부 1, 2부 | YTN라디오 6시 뉴스       | 신율의 뉴스 정면승부 3, 4부 |
| 오후 5시 ~ 저녁 6시         | 저녁 6시 ~ 저녁 6시 10분 | 저녁 6시 10분 ~ 저녁 7시    |
|                             |                          |                             |